# Гуляницкая, Наталья Сергеевна
Наталья Сергеевна Гуляницкая (род. 9 декабря 1927) — профессор кафедры теории музыки Российской академии музыки имени Гнесиных, доктор искусствоведения, музыковед. Заслуженный работник высшей школы Российской Федерации (2001). 

## Биография
Родилась в Москве, в семье инженера С. Г. Солопова и архитектора Г. Л. Солоповой. С детства стала заниматься музыкой, её педагогами были К. Н. Дмитревская и Е. Б. Геккер. Елена Фабиановна Гнесина принимала Гуляницкую на обучение в семилетнюю школу на знаменитой Собачьей площадке. Профессор С. С. Скребков дал рекомендации продолжать получать музыкальное образование.
С 1946 по 1948 годы проходила обучение в колледже имени Гнесиных. С 1948 по 1953 годы получала высшее образование в Академии музыки имени Гнесиных, одновременно обучалась на двух факультетах: ИТК, где научным руководителем дипломной работы была В. О. Беркова, и фортепианном, где проходила обучение в классе профессора В. Ю. Тиличеева.
С 1953 по 1963 годы работала педагогом-теоретиком в музыкальной школе имени Гнесиных, параллельно преподавала на ИТК факультете в музыкальном институте имени Гнесиных. Пришла трудиться в ГМПИ начала при ректоре В. Муромцеве. 
Позже прошла обучение в одногодичной аспирантуре для педагогов высшего музыкального учебного заведения. В 1977 году в Московской государственной консерватории имени Чайковского защитила диссертацию на соискание степени кандидата наук, работу готовила у научного руководителя – профессора Ю. Н. Тюлина.
В 1988 защитила диссертацию на соискание степени доктора наук, посвященную памяти Ю. Н. Тюлина.
Непрерывно работая Академии музыки имени Гнесиных, Наталья Сергеевна прошла путь от простого преподавателя до профессора, заведующей кафедрой. Общий стаж работы составляет более 65 лет педагогической деятельности. Под её руководством были защищены свыше 50 дипломных работ, 10 кандидатских диссертаций и две докторские. Докторами наук стали Т. И. Науменко и Т. В. Цареградская.
В центре её преподавания остаются историко-теоретические дисциплины: «Теория современной композиции», «Гармония», «Методология музыкознания», «Специальный класс по подготовке дипломных работ и диссертаций», «Методология музыкальной науки». С 1993 по 2012 годы Гуляницкая была председателем диссертационного совета Российской академии музыки имени Гнесиных.

## Звания и награды
- 1986 – Медаль «За трудовые отличия»,
- 1997 – медаль «В память 850-летия Москвы»,
- 2001 – «Заслуженный работник высшей школы»,
- 2004 – Медаль «Ветеран труда».

## Монографии
- Гуляницкая, Н.С. Введение в современную гармонию : Учебное пособие для музыкальных вузов. 1984.
- Гуляницкая Н.С. Поэтика музыкальной композиции: Теоретические аспекты русской духовной музыки XX века. – Москва: Языки славянской культуры , 2002;
- Гуляницкая Н.С. Русская музыка: Становление тональной системы. XI-XX вв.: Исследование. – Москва: Прогресс-Традиция, 2005;
- Гуляницкая Н.С. Методы науки о музыке: Исследование. – Москва: Музыка, 2009 и др.
- Гуляницкая, Н.С. Музыкальная композиция: модернизм, постмодернизм. 2014.